# Wild Rose (film)
Pour plus de détails, voir Fiche technique et Distribution.
Wild Rose est un film américano-canado-britannique réalisé par Tom Harper et sorti en 2018.

## Synopsis
Fraîchement libérée de prison après un an de détention, Rose-Lynn n’a qu’un seul but : gagner assez d'argent et quitter Glasgow pour devenir chanteuse de country à Nashville. Tiraillée entre les exigences de sa passion pour la country et ses deux enfants qu'elle a eus très jeune, la jeune femme au tempérament de feu va devoir faire des choix…

## Fiche technique
- Titre original : Wild Rose (littéralement « Rose sauvage »)
- Réalisation : Tom Harper
- Scénario : Nicole Taylor
- Musique : Jack Arnold
- Photographie : George Steel
- Montage : Mark Eckersley
- Production : Faye Ward
- Sociétés de production : Entertainment One, Fable Pictures, Sierra / Affinity, WR Holdings
- Pays d'origine :  Royaume-Uni /  États-Unis /  Canada
- Langue originale : anglais
- Genre : Comédie dramatique et film musical
- Format : couleurs - 2,35:1 (quelques scènes : 1,85:1)
- Durée : 100 minutes
- Dates de sortie :
  - Canada : 8 septembre 2018 (festival de Toronto) ; 21 juin 2019 (sortie limitée : Toronto)
  - Royaume-Uni : 15 octobre 2018 (festival de Londres) ; 28 février 2019 (festival de Glasgow) ; 12 avril 2019 (sortie nationale)
  - États-Unis : 11 mars 2019 (festival South by Southwest) ; 21 juin 2019 (sortie nationale)
  - France : 17 juillet 2019

## Distribution
- Jessie Buckley (VF : Jessica Monceau) : Rose-Lynn
- Matt Costello : gardien de prison
- Maureen Carr : Eileen
- James Harkness : Elliot
- Julie Walters (VF : Tania Torrens) : Marion
- Adam Mitchell (VF : Timothée Bardeau) : Lyle
- Daisy Littlefield (VF : Victoire Pauwels) : Wynonna
- Sophie Okonedo (VF : Sara Martins) : Susannah
- Ryan Kerr : Rory
- Nicole Kerr : Nell
- Jamie Sives (VF : Pierre Baux) : Sam
- Bob Harris (en) : lui-même
- Ashley McBryde : elle-même

## Accueil

### Critique
- En France, le film obtient une note moyenne de 3,7⁄5 sur le site Allociné, qui recense 20 titres de presse[3].

- Pour le journal Le Parisien, Wild Rose est un film à l'énergie communicative : « Wild Rose, aussi enlevé que drôle et touchant, nous fait passer par toutes les émotions, de l'enthousiasme joyeux lors de ses séquences musicales, aux larmes de crocodiles lors des scènes tendues entre l'héroïne et sa famille. »[4].

- Pour le magazine d'actualité Le Point, le film est porté par l'interprétation de Jessie Buckley : « Saluée à l'international pour la performance de son actrice principale, cette bluette touchera le cœur et les oreilles de ceux qui lui donneront sa chance. »[5].

## Distinction

### Nomination
- BAFA 2020 : Meilleure actrice pour Jessie Buckley